# Alien encounter
Alien encounter is een studioalbum van Phil Thornton. Het motto van dit album werd aangedragen/ontleend aan Henry David Thoreau: Als je met vertrouwen je dromen achternagaat en ook het leven van de je dromen nastreeft, kom je in aanraking met het onverwachte. Dan blijkt dat de complexe natuurwetten ineens zo complex niet (meer) zijn. Het album is opgenomen in de Expandibubble studio, een thuisstudio van Thornton, in Sussex. Het album neigt meer naar elektronische muziek, met uitstapjes naar new age en ambient

## Musici
- Phil Thornton – vocoder, e-bow-gitaar, synthesizers, percussie, didgeridoo, rainsticks
- Grant Young – fretloze basgitaar
- Asher Thornton –buitenaards gefluister
- Jan Thornton – robotgeluiden.

## Muziek
Alles van Thornton

| Nr. | Titel                           | Duur  |
| --- | ------------------------------- | ----- |
| 1.  | Arrival of the mothership       | 2:47  |
| 2.  | Encounter                       | 3:33  |
| 3.  | Another blue light              | 9:33  |
| 4.  | Travelling without moving       | 5:26  |
| 5.  | Receiving the message (Arrival) | 4:55  |
| 6.  | Visions from the homeworld      | 23:50 |

Another blue light is gebaseerd op een nummer van Expandis, een band waar Thornton deel van uitmaakte; het is in eerste instantie geschreven door Dave Miller. Het nummer gaat het verlies van geliefde of vriend. Het is mede daarom logisch dat Travelling without moving er direct zonder pauze volgt.